# Amiternum
Koordinaten: 42° 24′ 2″ N, 13° 18′ 22″ O

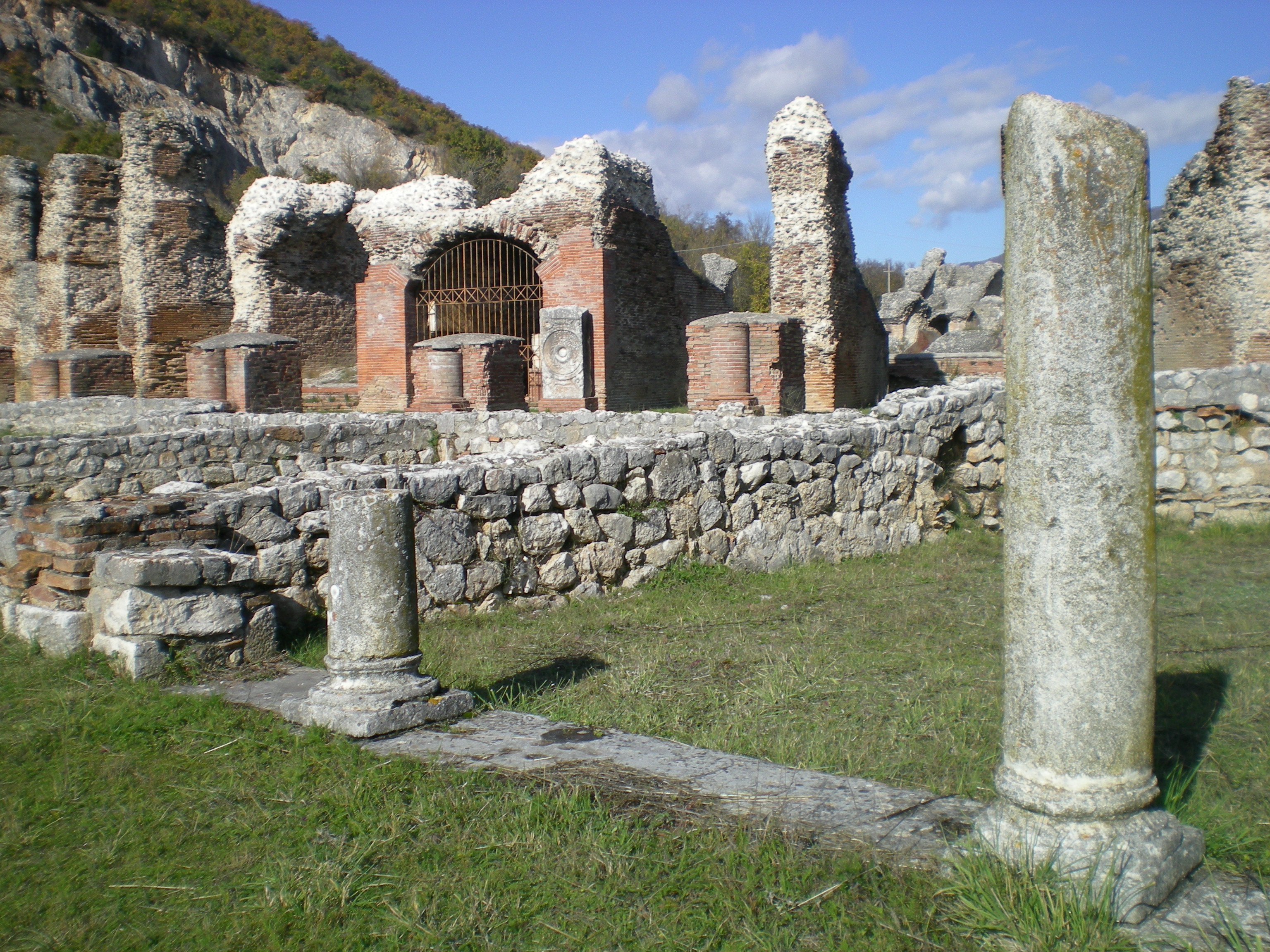
Die Ruinen von Amiternum

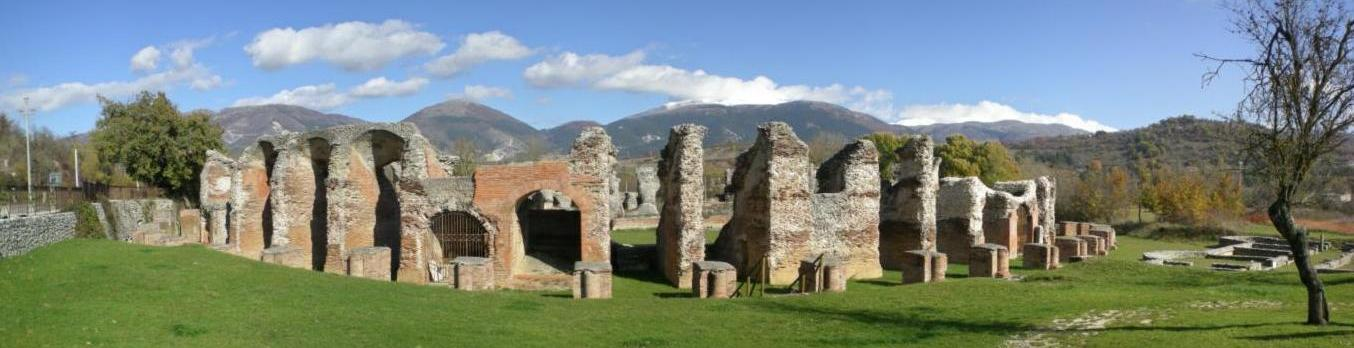
Die Ruinen des Amphitheaters von Amiternum

Amiternum war eine antike Stadt der Sabiner in Italien, die sich in den Abruzzen befand.

## Lage
Amiternum lag in den Abruzzen zu Füßen des Gran Sasso, an der Stelle des heutigen Ortsteils San Vittorino der Stadt L’Aquila. Der größere Teil der Stadt erstreckte sich unterhalb eines Hügels mit einer Zitadelle am Fluss Aternus, nach dem die Stadt benannt war. Die Entfernung nach Rom betrug ausweislich eines Meilensteins 83 römische Meilen (etwa 125 km). Amiternum war ein wichtiger Kreuzungspunkt der Via Caecilia, der Via Claudia Nova und zweier Zweige der Via Salaria.

## Geschichte
Amiternum, genauer das auf dem nahegelegenen Hügel San Vittorino liegende Testruna, galt als Herkunft des Volks der Sabiner. 293 v. Chr. eroberten die Römer die Stadt von den Samniten und verwalteten sie als praefectura. Schon bald wurde der Ort an das römische Straßennetz angeschlossen, vor allem durch die Via Caecilia. Die vorrömische Siedlung auf dem San Vittorino wurde aufgegeben und durch eine römische Stadtanlage in der Flussebene am Aternus ersetzt. Seit dem 2. Jahrhundert v. Chr. war Amiternum vollständig romanisiert und gehörte zur Tribus Quirina. In der Umgebung entstanden zahlreiche römische Landgüter (villae rusticae). 86 v. Chr. wurde in Amiternum der Historiker Sallust geboren. Nach einer späteren lokalen Legende stammte auch Pontius Pilatus von dort.
In der Regierungszeit des Augustus (30 v. Chr.–14 n. Chr.) erlebte Amiternum eine Blütezeit, die sich in einem prunkvollen Ausbau zahlreicher Bauten des Stadtzentrums äußerte. Außerdem wurde die Stadt im 1. Jahrhundert n. Chr. durch eine neue Straße, die Via Claudia Nova, enger in das Verkehrsnetz eingebunden. Der Höhepunkt des städtischen Ausbaus war das 2. Jahrhundert, an dessen Ende alle wesentlichen Bauten des Stadtzentrums errichtet waren. Grundlage der städtischen Wirtschaft scheint vor allem die Viehhaltung in der Umgebung gewesen zu sein. Im späteren Verlauf der Kaiserzeit wurde Amiternum Sitz eines Bischofs. Ein schweres Erdbeben 346 n. Chr. leitete den Niedergang ein. Mit dem beginnenden Mittelalter ging die Besiedlung im Stadtgebiet wieder zurück und stattdessen wurde der Hügel San Vittorino wieder bewohnt. Den Bischofssitz übernahm in den folgenden Jahrhunderten das etwa 8 km entfernte L’Aquila. Das alte Bistum besteht als Titularbistum Amiternum der römisch-katholischen Kirche fort.

## Archäologie
Im Tal unterhalb von San Vittorino wurden seit dem späten 19. Jahrhundert zahlreiche Ausgrabungen gemacht. Nördlich des Dorfes, rechts der SS 80, liegen die Reste eines Theaters mit vielleicht augusteischem Mauerwerk. Es hatte einen Durchmesser von 80 m und konnte etwa 2000 Zuschauer aufnehmen. Während die Sitzreihen der cavea teilweise restauriert wurden, sind von der scaena nur noch die Fundamente sichtbar. Nahe des Theaters lag das Forum mit dem dazugehörigen Hallenbau (Basilika).
Außerhalb der antiken Stadt auf der anderen Seite des Aterno liegt das Amphitheater, mit einem Durchmesser von 68 m. Es ist ein Ziegelbau aus dem ersten Jahrhundert n. Chr., der 6000 Zuschauern Platz bot. Daneben gibt es Reste einer Thermenanlage und eines vielleicht tiberischen Aquädukts.
Die bekannteste in der Stadt gefundene Inschrift ist ein Kalender, die fasti Amiterni.

## Forschungsgeschichte
Nachdem die Stadt über viele Jahrzehnte nur wenig archäologisch untersucht wurde, fanden von 2006 bis 2013 intensive Forschungen statt. Das Projekt unter Leitung des Archäologen Michael Heinzelmann war zunächst unter Förderung des Schweizerischen Nationalfonds an der Universität Bern angesiedelt und wechselte 2008 an die Universität zu Köln. Es umfasste die urbanistische Untersuchung der Stadt mittels Fernerkundung, geophysikalischer Prospektion, Surveys und gezielten stratigraphischen Ausgrabungen. Neu nachgewiesen wurden unter anderem das Forum mit Basilika, eine große Domus der lokalen Oberschicht sowie mehrere Heiligtumskomplexe.
2007 und 2008 unternahm die regionale Denkmalbehörde der Provinz Abruzzen eigene Ausgrabungen am Theater und an einem Tempel östlich des Amphitheaters.

## S. Michele
Im Ort San Vittorino steht die romanische Kirche S. Michele mit Fresken aus dem 13. Jahrhundert. Von besonderem Interesse sind die Katakomben. Vom rechten Seitenschiff aus gelangt man über eine Treppe zu den Gräbern von über 80 vorgeblichen Märtyrern, datierbar für einen Zeitraum vor dem 4. Jahrhundert. Ein Grabmal ist als Ruhestätte des Heiligen Victorinus (San Vittorino) gekennzeichnet, der als einer der ersten Bischöfe von Amiternum unter Kaiser Nerva das Martyrium erlitten haben soll. Die Anlage besteht aus quasi-natürlichen Höhlen und Schächten, zum Teil aber auch aus säulengestützten Gewölben. Hier hat es verschiedentliche Eingriffe gegeben und über diese Grabanlage und ihre Toten hat sich im Laufe der Jahrhunderte eine reiche Legendenbildung entwickelt.